# Бодорна
Бодорна (груз. ბოდორნა) — село в Грузії.
За даними перепису населення 2014 року в селі проживає 140 осіб.